# Menkent

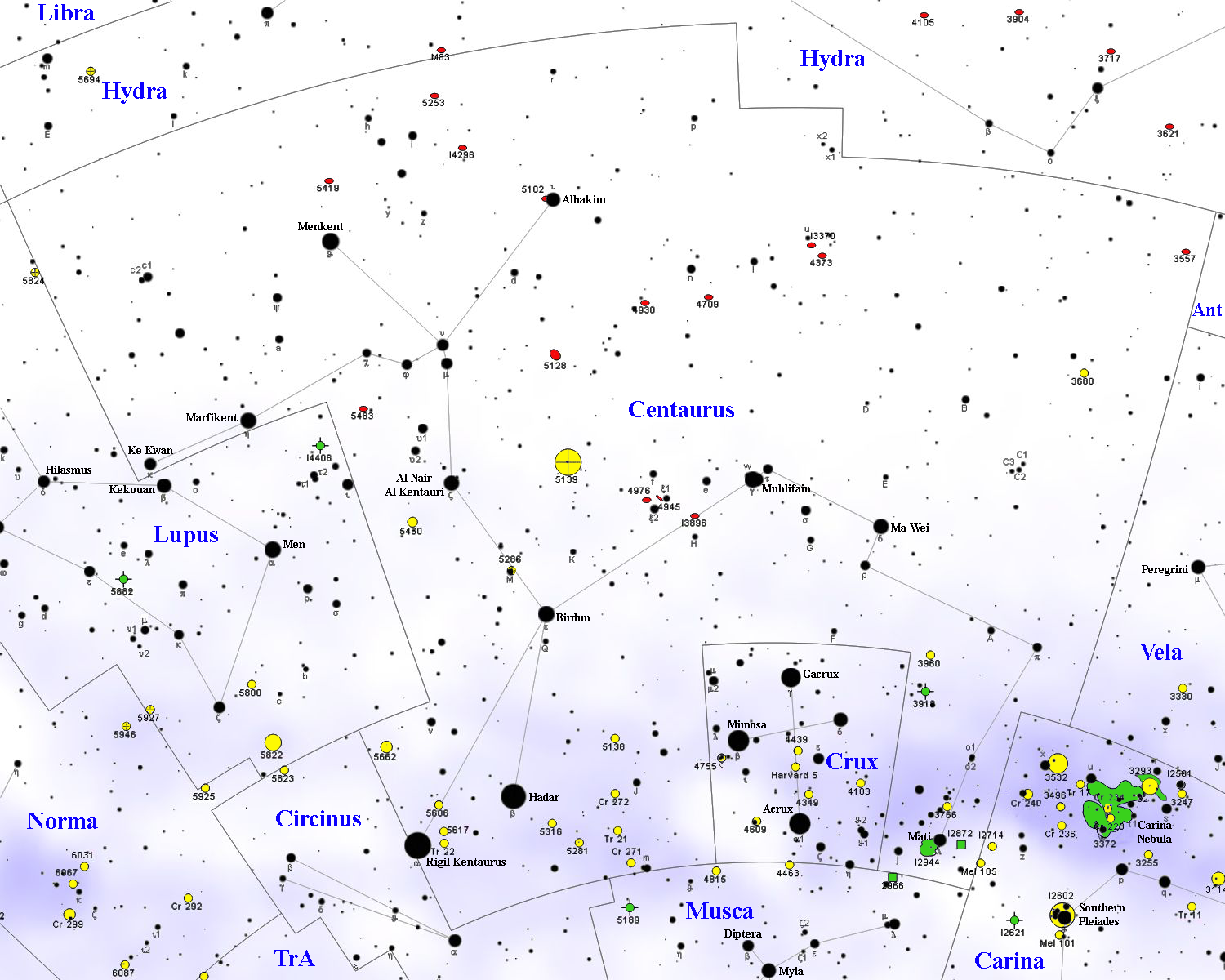
Menkent a la seva constel·lació

Menkent (θ Centauri / θ Cen / 5 Centauri) és la tercera estrella més brillant de la constel·lació de Centaurus, després d'Alfa Centauri i  Hadar o Agena (β Centauri). El seu nom prové d'una paraula àrab per a "mà" del Centaure, a la qual s'ha afegit la paraula Kent, abreviatura  llatina de Kentaurus.
Menkent és una estrella gegant taronja situada a 61  anys llum de distància, la tercera gegant taronja més propera a la Terra després de  Pólux (β Geminorum) i  Arturo (α Boötis). Molt similar a la primera, només la seva gran distància fa que sigui menys brillant, encara que amb magnitud aparent +2,06 és la 53a estrella més brillant del firmament. De tipus espectral K0IIIb, la seva  temperatura superficial és de 4.780  K. És 60 vegades més  lluminosa que el Sol i el seu radi és 11 vegades més gran. En el seu nucli, esgotada ja la reserva d'hidrogen, l'heli es transforma en carboni i oxigen, igual que en altres estrelles gegants.
El gran moviment propi de Menkent suggereix que l'estrella prové de la part exterior del  disc galàctic i que només és una visitant del districte solar.